# 岡山県道・鳥取県道117号鱒返余戸線
岡山県道・鳥取県道117号鱒返余戸線（おかやまけんどう・とっとりけんどう117ごう ますがえりよどせん）は、岡山県津山市から鳥取県鳥取市に至る一般県道である。

## 概要
岡山県津山市阿波から鳥取県鳥取市佐治町余戸に至る。

### 路線データ
- 起点：岡山県津山市阿波（岡山県道・鳥取県道118号加茂用瀬線交点）
- 終点：鳥取県鳥取市佐治町余戸（国道482号交点）
- 未開通区間：岡山県津山市阿波 - 鳥取県鳥取市佐治町余戸

## 地理

### 通過する自治体
- 岡山県
  - 津山市
- 鳥取県
  - 鳥取市

### 交差する道路
| 交差する道路                      | 都道府県名 | 市町村名 | 交差する場所 | 交差する場所 |
| --------------------------------- | ---------- | -------- | ------------ | ------------ |
| 岡山県道・鳥取県道118号加茂用瀬線 | 岡山県     | 津山市   | 阿波         | 起点         |
| 未開通区間                        |            |          |              |              |
| 国道482号                         | 鳥取県     | 鳥取市   | 佐治町余戸   | 終点         |

### 沿線
- 鱒返りの滝
- お夏の墓